# Élections législatives de 1988 dans le Haut-Rhin
Les élections législatives françaises de 1988 se déroulent les 5 et 12 juin 1988. Dans le département du Haut-Rhin, sept députés sont à élire dans le cadre de sept circonscriptions.

## Élus
| Circonscription | Député sortant        | Parti                 | Parti                 | Député élu ou réélu  | Parti | Parti     |
| --------------- | --------------------- | --------------------- | --------------------- | -------------------- | ----- | --------- |
| 1re             | Scrutin proportionnel | Scrutin proportionnel | Scrutin proportionnel | Edmond Gerrer        |       | UDF (CDS) |
| 2e              | Scrutin proportionnel | Scrutin proportionnel | Scrutin proportionnel | Jean-Paul Fuchs      |       | UDF (PR)  |
| 3e              | Scrutin proportionnel | Scrutin proportionnel | Scrutin proportionnel | Jean-Luc Reitzer     |       | RPR       |
| 4e              | Scrutin proportionnel | Scrutin proportionnel | Scrutin proportionnel | Jean Ueberschlag     |       | RPR       |
| 5e              | Scrutin proportionnel | Scrutin proportionnel | Scrutin proportionnel | Jean-Marie Bockel    |       | PS        |
| 6e              | Scrutin proportionnel | Scrutin proportionnel | Scrutin proportionnel | Jean-Jacques Weber   |       | UDF (CDS) |
| 7e              | Scrutin proportionnel | Scrutin proportionnel | Scrutin proportionnel | Jean-Pierre Baeumler |       | PS        |

## Positionnement des partis
L'UDF et le RPR se présentent unis sous l'étiquette « Union du Rassemblement et du Centre » tandis que les candidats du Parti socialiste se rangent sous la bannière de la « Majorité présidentielle pour la France unie », slogan de la campagne présidentielle de François Mitterrand.

## Résultats

### Résultats à l'échelle du département
| Parti          | Parti                               | Premier tour | Premier tour | Second tour | Second tour | Sièges |
| Parti          | Parti                               | Voix         | %            | Voix        | %           | Sièges |
| -------------- | ----------------------------------- | ------------ | ------------ | ----------- | ----------- | ------ |
|                | Union pour la démocratie française  | 66 715       | 24,78        | 56 407      | 36,77       | 3      |
|                | Rassemblement pour la République    | 47 044       | 17,47        |             |             | 2      |
|                | Divers droite                       | 15 873       | 5,89         | 19 580      | 12,76       | 0      |
|                | Union du Rassemblement et du Centre | 129 632      | 48,14        | 75 987      | 49,54       | 5      |
|                |                                     |              |              |             |             |        |
|                | Parti socialiste                    | 77 662       | 28,84        | 56 685      | 36,95       | 2      |
|                | Divers gauche (Maj. prés.)          | 12 086       | 4,49         | 15 090      | 9,84        | 0      |
|                | La France unie                      | 89 748       | 33,33        | 71 775      | 46,79       | 2      |
|                |                                     |              |              |             |             |        |
|                | Front national                      | 41 770       | 15,51        | 5 634       | 3,67        | 0      |
|                | Parti communiste français           | 6 775        | 2,52         |             |             | 0      |
|                | Divers                              | 1 348        | 0,50         | 0           |             |        |
|                |                                     |              |              |             |             |        |
| Inscrits       | Inscrits                            | 436 543      | 100,00       | 240 224     | 100,00      | 7      |
| Abstentions    | Abstentions                         | 158 786      | 36,37        | 81 832      | 34,06       |        |
| Votants        | Votants                             | 277 757      | 63,63        | 158 392     | 65,94       |        |
| Blancs et nuls | Blancs et nuls                      | 8 484        | 3,05         | 4 996       | 3,15        |        |
| Exprimés       | Exprimés                            | 269 273      | 96,95        | 153 396     | 96,85       |        |

### Résultats par circonscription

#### Première circonscription (Colmar)
| Candidat       | Candidat           | Parti              | Premier tour | Premier tour | Second tour | Second tour |  |
| Candidat       | Candidat           | Parti              | Voix         | %            | Voix        | %           |  |
| -------------- | ------------------ | ------------------ | ------------ | ------------ | ----------- | ----------- |  |
|                | Edmond Gerrer élu  | UDF (CDS) (URC)    | 17 769       | 48,65        | 21 530      | 58,79       |  |
|                | Bernard Rodenstein | Divers gauche (PS) | 12 086       | 33,09        | 15 090      | 41,20       |  |
|                | Yves Schoepfer     | FN                 | 5 311        | 14,54        |             |             |  |
|                | Robert Bickard     | PCF                | 730          | 1,99         |             |             |  |
|                | Jean-Jacques Fleck | CNIP               | 347          | 0,95         |             |             |  |
|                | Philippe Greiner   | Divers             | 276          | 0,75         |             |             |  |
|                |                    |                    |              |              |             |             |  |
| Inscrits       | Inscrits           | Inscrits           | 59 250       | 100,00       | 59 249      | 100,00      |  |
| Abstentions    | Abstentions        | Abstentions        | 21 236       | 35,84        | 20 988      | 35,42       |  |
| Votants        | Votants            | Votants            | 38 014       | 64,16        | 38 261      | 64,58       |  |
| Blancs et nuls | Blancs et nuls     | Blancs et nuls     | 1 495        | 3,93         | 1 641       | 4,29        |  |
| Exprimés       | Exprimés           | Exprimés           | 36 519       | 96,07        | 36 620      | 95,71       |  |

#### Deuxième circonscription (Wintzenheim)
|                | Jean-Paul Fuchs sortant réélu | UDF (PR) (URC) | 22 661 | 55,78  |  |  |  |
|                | Jacques Gaillard              | PS             | 11 242 | 27,67  |  |  |  |
|                | Carine Zoller                 | FN             | 5 815  | 14,31  |  |  |  |
|                | Guy Peterschmitt              | PCF            | 907    | 2,23   |  |  |  |
|                |                               |                |        |        |  |  |  |
| Inscrits       | Inscrits                      | Inscrits       | 65 106 | 100,00 |  |  |  |
| Abstentions    | Abstentions                   | Abstentions    | 22 973 | 35,29  |  |  |  |
| Votants        | Votants                       | Votants        | 42 133 | 64,71  |  |  |  |
| Blancs et nuls | Blancs et nuls                | Blancs et nuls | 1 508  | 3,58   |  |  |  |
| Exprimés       | Exprimés                      | Exprimés       | 40 625 | 96,42  |  |  |  |

#### Troisième circonscription (Altkirch)
|                | Jean-Luc Reitzer élu | RPR (URC)      | 28 190 | 60,99  |  |  |  |
|                | Jean-Marie Huez      | PS             | 12 033 | 26,03  |  |  |  |
|                | Maurice Bruna        | FN             | 4 930  | 10,66  |  |  |  |
|                | Marcel Golay         | PCF            | 1 064  | 2,30   |  |  |  |
|                | Jules Huck           | Divers droite  | 3      | 0      |  |  |  |
|                |                      |                |        |        |  |  |  |
| Inscrits       | Inscrits             | Inscrits       | 70 154 | 100,00 |  |  |  |
| Abstentions    | Abstentions          | Abstentions    | 22 700 | 32,36  |  |  |  |
| Votants        | Votants              | Votants        | 47 454 | 67,64  |  |  |  |
| Blancs et nuls | Blancs et nuls       | Blancs et nuls | 1 234  | 2,6    |  |  |  |
| Exprimés       | Exprimés             | Exprimés       | 46 220 | 97,4   |  |  |  |

#### Quatrième circonscription (Rixheim - Saint-Louis)
|                | Jean Ueberschlag sortant réélu | RPR (URC)      | 18 854 | 52,56  |  |  |  |
|                | Jean-Claude Delbarre           | PS             | 10 985 | 30,62  |  |  |  |
|                | Bernard Yung                   | FN             | 5 171  | 14,42  |  |  |  |
|                | Richard Nunninger              | PCF            | 860    | 2,4    |  |  |  |
|                |                                |                |        |        |  |  |  |
| Inscrits       | Inscrits                       | Inscrits       | 61 053 | 100,00 |  |  |  |
| Abstentions    | Abstentions                    | Abstentions    | 24 246 | 39,71  |  |  |  |
| Votants        | Votants                        | Votants        | 36 807 | 60,29  |  |  |  |
| Blancs et nuls | Blancs et nuls                 | Blancs et nuls | 937    | 2,55   |  |  |  |
| Exprimés       | Exprimés                       | Exprimés       | 35 870 | 97,45  |  |  |  |

#### Cinquième circonscription (Mulhouse-Centre)
| Candidat       | Candidat                        | Parti           | Premier tour | Premier tour | Second tour | Second tour |  |
| Candidat       | Candidat                        | Parti           | Voix         | %            | Voix        | %           |  |
| -------------- | ------------------------------- | --------------- | ------------ | ------------ | ----------- | ----------- |  |
|                | Jean-Marie Bockel sortant réélu | PS              | 12 846       | 40,43        | 15 723      | 45,64       |  |
|                | Joseph Klifa sortant            | UDF (PSD) (URC) | 10 541       | 33,17        | 13 093      | 38,01       |  |
|                | Gérard Freulet sortant          | FN              | 7 153        | 22,51        | 5 634       | 16,35       |  |
|                | Lothaire Muller                 | Divers centre   | 724          | 2,28         |             |             |  |
|                | Aimé Muré                       | PCF             | 511          | 1,61         |             |             |  |
|                | Denis Lipp                      | Régionaliste    | 1            | 0            |             |             |  |
|                |                                 |                 |              |              |             |             |  |
| Inscrits       | Inscrits                        | Inscrits        | 53 268       | 100,00       | 53 266      | 100,00      |  |
| Abstentions    | Abstentions                     | Abstentions     | 20 750       | 38,95        | 18 169      | 34,11       |  |
| Votants        | Votants                         | Votants         | 32 518       | 61,05        | 35 097      | 65,89       |  |
| Blancs et nuls | Blancs et nuls                  | Blancs et nuls  | 742          | 2,28         | 647         | 1,84        |  |
| Exprimés       | Exprimés                        | Exprimés        | 31 776       | 97,72        | 34 450      | 98,16       |  |

#### Sixième circonscription (Mulhouse-Nord)
| Candidat       | Candidat                         | Parti           | Premier tour | Premier tour | Second tour | Second tour |  |
| Candidat       | Candidat                         | Parti           | Voix         | %            | Voix        | %           |  |
| -------------- | -------------------------------- | --------------- | ------------ | ------------ | ----------- | ----------- |  |
|                | Jean-Jacques Weber sortant réélu | UDF (CDS) (URC) | 15 744       | 39,95        | 21 784      | 52,85       |  |
|                | Jean Grimont sortant             | PS              | 14 478       | 36,74        | 19 433      | 47,15       |  |
|                | Michel Thévenot                  | FN              | 7 471        | 18,96        |             |             |  |
|                | Auguste Bechler                  | PCF             | 1 402        | 3,56         |             |             |  |
|                | William Offerlé                  | Divers droite   | 310          | 0,79         |             |             |  |
|                |                                  |                 |              |              |             |             |  |
| Inscrits       | Inscrits                         | Inscrits        | 66 617       | 100,00       | 66 621      | 100,00      |  |
| Abstentions    | Abstentions                      | Abstentions     | 26 202       | 39,33        | 24 129      | 36,22       |  |
| Votants        | Votants                          | Votants         | 40 415       | 60,67        | 42 492      | 63,78       |  |
| Blancs et nuls | Blancs et nuls                   | Blancs et nuls  | 1 010        | 2,5          | 1 275       | 3           |  |
| Exprimés       | Exprimés                         | Exprimés        | 39 405       | 97,5         | 41 217      | 97          |  |

#### Septième circonscription (Cernay - Guebwiller)
| Candidat       | Candidat                 | Parti               | Premier tour | Premier tour | Second tour | Second tour |  |
| Candidat       | Candidat                 | Parti               | Voix         | %            | Voix        | %           |  |
| -------------- | ------------------------ | ------------------- | ------------ | ------------ | ----------- | ----------- |  |
|                | Jean-Pierre Baeumler élu | PS                  | 16 078       | 41,38        | 21 529      | 52,37       |  |
|                | Charles Haby             | Divers droite (URC) | 15 560       | 40,04        | 19 580      | 47,63       |  |
|                | Armand Kastner           | FN                  | 5 919        | 15,23        |             |             |  |
|                | Roland Kientzy           | PCF                 | 1 301        | 3,35         |             |             |  |
|                |                          |                     |              |              |             |             |  |
| Inscrits       | Inscrits                 | Inscrits            | 61 095       | 100,00       | 61 088      | 100,00      |  |
| Abstentions    | Abstentions              | Abstentions         | 20 679       | 33,85        | 18 546      | 30,36       |  |
| Votants        | Votants                  | Votants             | 40 416       | 66,15        | 42 542      | 69,64       |  |
| Blancs et nuls | Blancs et nuls           | Blancs et nuls      | 1 558        | 3,85         | 1 433       | 3,37        |  |
| Exprimés       | Exprimés                 | Exprimés            | 38 858       | 96,15        | 41 109      | 96,63       |  |